# يشجب
يشجب بن يعرب بن قحطان (يقطان) بن عابر بن شالخ بن أرفخشذ بن سام بن نوح بن لامك بن متوشلخ بن إدريس بن يارد بن مهلائيل بن قينان بن أنوش بن شيث بن آدم

## حياته
وقد ورث الملك بعد أبيه يعرب

## أبناء يشجب
سبأ 

## وصايا الملوك وصية يشجب بن يعرب
قال علي بن محمد: قال الدعبل بن علي: فيقال: إن يشجب بن يعرب ثبت على وصية أبيه دون غيره من سائر إخوته وعشيرته، فساد الجميع بثباته على هذه الوصية، وحفظه إياها وعمله بها.
قال وسألت بعض النَّسابين عن إخوته بني يعرب، فقال: العمالقة إخوته فئتان؛ أما الفئة الأولى فمن ولد إرم بن سام بن نوح النبي صلى الله عليه وسلم، وأما الفئة الأخرى الذين كانوا سكان مكة وما حولها فمن ولد يعرب بن قحطان إخوتهم طسم وجديس والحي جرهم الأولى وعاد الصغرى. فكأن يشجب سادها ولاء من إخوته، وساد عشيرته التي منها آباؤه من ولد سام بن نوح النبي صلى الله عليه وسلم.
وحدّثنا علي بن محمد، عن جده الدعبل بن علي، أن يشجب بن يعرب بن قحطان وصى بنيه، فقال لهم: بني إني لم أسُد إخوتي وعشيرتي إلا بحفظي وصية أبي يعرب بن قحطان وبعملي بها وثباتي عليها. وإن أبي يعرب بن قحطان لم يسد إخوته وعشيرته إلا بحفظه وصية أبيه قحطان (يقطان) بن عابر وبعمله بها وثباته عليها، وإن جدي قحطان (يقطان) بن عابر لم يسد قومه وإخوته إلا بحفظه وصية أبيه وبعمله بها وثباته عليها. فابقوا على ما وجدتموني عليه، وهو الذي أنهيته إليكم كلاماً وشعراً مما وصاني به أبي. وقد حفظتم الكل، فاثبتوا علي، واعملوا به، والله يخلفني عليكم، ثم الرشيد المهتدي منكم. وأنشأ يقول: " من البسيط "
| أوصى النبي ابنه قحطان جدِّي بما |  | وصَّى بنيه أبي من بعدِ قحطانِ    |
| علمٌ حواهُ أبي من دونِ إخوتهِ     |  | وحُزتُه بعدَه من دونِ إخواني     |
| وزادَني يعربٌ من بعدِهِ شيماً      |  | وصّى بنيه بها يوماً ووصَّاني     |
| حفظتُها حينما غيري استهان بها  |  | وحفظُها آخرَ الأيامِ من شاني    |
| أعبدَ شمسٍ أبيتَ اللعنَ من خلفٍ    |  | هل أنتَ بعدي لنا في مُلكنا ثانِ |
| هل أنتَ تحفظُ عنِّي ما حفظتُ وما   |  | بهِ ثبتتُ لكم مُلكي وسُلطاني     |
| بلى رأيتك هشاً ماجداً فطناً      |  | وقد إخالُكَ ظناً غيرَ إعلانِ      |